# Yūma Nakayama
Nakayama Yuma(中山優馬, Nakayama Yūma) (nacido en la Prefectura de Osaka, Japón; el 13 de enero de 1994), actualmente cantante y actor de la Agencia Japonesa masculina Johnny's Entertainment. Yuma fue parte del grupo de Hey! Say! 7 West y de TOP Kids. Debutó en julio de 2009 en Yuma Nakayama w/B.I.Shadow. Al mismo tiempo, también fue parte del grupo temporal de NYC Boys. Su hermana mayor, Yamada Nana, fue exmiembro de NMB48. 

## Biografía
Nakayama Yuma nació el 13 de enero de 1994 en Osaka, Japón. Es el segundo de tres hermanos (su hermana mayor Nana y su hermana menor Suzu). A temprana edad, su abuelo le enseñó a pescar y esto se convertiría en el pasatiempo favorito de Yuma. Debido a que era un niño muy sensible y llorón, sus padres decidieron inscribirlo en los entrenamientos de béisbol de su escuela primaria, esto con el fin de hacerlo un niño disciplinado y fuerte; y aunque al principio se negó, resultó ser tan bueno en el deporte que terminó por adorarlo.
Su hermana mayor le sugirió que participara en las audiciones para ingresar a la agencia Johnnys Entertainment, lo cual Yuma rechazó, puesto que estaba más interesado en el béisbol, sin embargo su mamá lo sobornó con 500 yenes para que asistiera.
El día de la audición, Yuma tenía un partido de béisbol y optó por este último, pero por azares del destino ese mismo día llovió tan fuerte que el partido se canceló y Nana lo obligó a presentarse.
Yuma fue aceptado en la agencia el 8 de octubre de 2006 y fue entonces que dio paso a su carrera dentro del el ámbito artístico, destacando por su carisma y perseverancia.
Yuma es uno de los pocos solistas que tiene la agencia Johnny's Entertainment y es autor de varias de sus canciones bajo el seudónimo de PEGASUS.

## Filmografía

### Doramas
- Hokuto como Hokuto Hashizume (WOWOW, 25 de marzo de 2017)
- Smoking Gun como Jotaro Matsui (FujiTV, abril de 2014)
- Kin'yō puresutēji `yamamura misa sasupensu akai reikyūsha shirīzu 33 sotobakomachi ga shinda' como Sugita Takaji (FujiTV, 18 de abril de 2014, cameo)
- Pin to Kona como Sawayama Ichiya/Hongo Hiroki (TBS, julio de 2013)
- Piece como Narumi Hikaru/Hiro (NTV, 10 de mayo de 2012)
- Tsubasa yo! Are ga Koi no Hi da como Sano Satoshi (12 de febrero de 2012)
- Honto ni Atta Kowai Hanashi como Mikami Shunsuke (3 de septiembre de 2011)
- Hidarime Tantei EYE como Kaito Masaki (NTV, 2010, ep1-2)
- Koishite Akuma como Kuromiya Ruka (Fuji TV, 7 de julio de 2009)
- Samurai Tenkosei como Mifune Yuta (KTV, 28 de marzo de 2009)
- Battery como Harada Takumi (NHK, 3 de abril de 2008)

### Películas
- Kansai Johnnys' Jr. no Mezase♪ Dream Stage! Naruse Mitsuru (16 de abril de 2016, cameo)
- Haunted Campus como Shinji Yagami (2 de julio de 2016)
- Donten ni warau como Soramaru Kumo (2018)

## Programa de variedades
- Shounen Club
- Bakushō gakuen nasebana 〜 ru! (9 de octubre de 2012 a 26 de febrero de 2013, MBS)
- Tsutaete pikatchi (6 de abril de 2013 hasta 21 de marzo de 2015, NHK)
- Pīko & hei dō no pīchikepāchike (7 de enero de 2015 - presente, KansaiTV)

## Trabajos como actor de doblaje
- Edgar, en la versión japonesa doblada de la película John Carter (13 de abril de 2012)

## Temas para dramas/películas/comerciales
- Akuma na koi (Nakayama Yuma junto a B.I.Shadow), la canción para Koishite Akuma (Fuji TV, 2009).
- Missing Piece, tema para Piece (2012)
- Ai made ga knife, ending para Tengoku no Koi (2013)
- Tokoton Got It! tema para comercial de Tongari Corn  (2015)
- Feeling me softly, tema para Haunted Campus (2016)

## Participación en singles

### Nakayama Yuma w/B.I.Shadow
Akuma na Koi / NYC

### NYC
- NYC
- Yuuki 100%
- Yoku Asobi Yoku Manabe
- Yume Tamago
- Wonderful Cupid/Glass no • Mahou •
- Haina

## Solo single
- Missing Piece
- High Five
- Get Up!
- YOLO Moment
- Tokoton Got It!

## Álbumes como solista

### Chapter 1
- 01：High Five
- 02：交差点 (Kōsaten)
- 03：XOXO(キスハグ)
- 04：Missing Piece
- 05:舞い、恋 (Mai, koi)
- 06:アイオライト (Aioraito)
- 07:僕たちの birthday
- 08:おやすみ (Oyasumi)
- 09:Hustler
- 10:Get Up!
- 11:悪魔な恋(Album Ver.) Akuma na koi
- 12:奇跡、見つけに (Kiseki, mitsuke ni)
- 13:In The Name of LOVE

## Musicales/Obras de Teatro
- [2010] PLAYZONE 2010: Road to Playzone
- [2011] PLAYZONE 2011: Song & Danc'n
- [2011] Shinshun Takizawa Kakumei 2011
- [2012] Shinshun Takizawa Kakumei 2012
- [2012] PLAYZONE 2012: Song & Danc'n Part II
- [2013] Johnny's World 2013
- [2013] PLAYZONE 2013: Song & Dan'n Part III
- [2013] ANOTHER
- [2014] PLAYZONE In Nissay
- [2014] PLAYZONE 1986････2014★Thank you！〜Aoyama Theater★
- [2015] PLAYZONE 2015: PLAYZONE 30 YEARS
- [2015] The Picture of Dorian Gray
- [2015] DREAM BOYS
- [2016] Soleil
- [2016] Cross Heart

## Conciertos
- [2015] Nakayama Yuma Chapter 1 Utao ze! Odoro ze! YOLO ze!

## Programa de Radio
- Nakayama Yuma Radio Catch (2009–presente)
- Look at you-ma (3 de enero de 2013 – marzo de 2016)

## Publicidad
- [2009-2011] Hi-Chew (MORINAGA)
- [2011-presente] Tongari Corn (House Foods Corporation)
- [2015] Aibanku katsudō keihatsu-yō DVD `hi ka Ri'